# يونغ كو
يونغ كو (1914 – 25 أغسطس 1956) هو عضو في الحزب الشيوعي المالايوي. وهو ينحدر من أصول صينية تم تعيينه في اللجنة التنفيدية للحزب الشيوعي المالايوي. كو هو خصم للاي تيك، الأمين العام للحزب حتى 1947.